# Ehrenburg (Niedersachsen)
Ehrenburg er en kommune i amtet ("Samtgemeinde") Schwaförden i Landkreis Diepholz i den tyske delstat Niedersachsen.
Ehrenburg ligger syd for Naturpark Wildeshauser Geest omkring midt mellem Bremen og Osnabrück. Det 19 ha store naturbeskyttelsesområde Bruchwald bei Ehrenburg ligger i kommunen.